# Тит Лабиен
Тит Лабиен (на латински: Titus Labienus; * ок. 100 г. пр.н.е.; † 17 март 45 г. пр.н.е.) е военен на Римската република. Той е от офицерите на Гай Юлий Цезар, които се споменават често в докладите за неговите походи. Първата си служба като военен упражнява от ок. 78 пр.н.е. до 74 пр.н.е. в Киликия при Публий Сервилий Вация.
През 63 пр.н.е. Лабиен набеждава Гай Рабирий, по поръчка на Цезар, за убиец на Луций Апулий Сатурнин. Рабирий е защитаван от Цицерон. Същата година, като народен трибун, провежда референдум, който индиректно дава на Цезар титлата понтифекс максимус (Дион Касий 37.37). Служи като легат в Галия по времето на Цезаровите Галски войни и приема тази служба винаги, когато Цезар идва в Рим. Така печели военна слава и богатства.
Неговите най-големи постижения в Галия са победата му над треверите на Индуциомар 54 г. пр. Хр., похода му против Лутеция (дн. Париж) през 52 пр.н.е. и победата му над Камулоген и едуите през същата година. При избухването на гражданската война през 49 пр.н.е., е един от първите, които напускат Цезар, поради недостатъчно признание.
Приет е от противниковата страна, но не води голяма войска. Неуспехът му при Гней Помпей е като успеха му при Цезар. След загубата в битката при Фарсала бяга на Корфу, после в Африка. Там участва в Битката при Руспина (в Тунис) през 46 пр.н.е. След загубата в битката при Тапс (в Тунис) се присъединява към Гней Помпей (младши) в Хиспания и е убит в битката при Мунда в южна Испания.
Негов син Квинт Лабиен e римски военачалник.
Да не се бърка с римския историк и говорител Тит Лабиен.